# Bay L'Argent
Bay L'Argent est une ville située sur l'île de Terre-Neuve dans la province de Terre-Neuve-et-Labrador au Canada. La population y était de 287 en 2006.

## Annexe